# Aegostheta vestita
Aegostheta vestita är en skalbaggsart som beskrevs av Louis Albert Péringuey 1904. Aegostheta vestita ingår i släktet Aegostheta och familjen Melolonthidae. Inga underarter finns listade i Catalogue of Life.